# Орден «Мугунхва»
Большой Орден «Мугунхва» (кор. 무궁화대훈장?, 無窮花大勳章?) — высшая государственная награда Республики Корея.
«Мугунхва» — это цветок гибискуса (лат. Hibiscus), в переводе с корейского также означает «вечно цветущая роза» или «бессмертник», другое название — «китайская роза».
Является государственным символом Республики Корея, изображается на атрибутах государственной власти.
Орденом награждаются: президент Республики Корея и его супруга, главы зарубежных государств и правительств и их супруги. При этом Большой Орден «Мугунхва» для награждения граждан Республики Корея имеет золотой цвет, для иностранных граждан — серебряный.
Согласно статусу, Большим Орденом «Мугунхва» награждаются лица, внесшие «выдающийся вклад в дело укрепления и развития государства, обеспечения мира и процветания народов».
Награда учреждена 13 августа 1949 года. В 1967 и 1973 годах в статут ордена вносились изменения. С момента её учреждения было награждено всего 117 человек, главным образом, президенты и премьер-министры зарубежных государств, в том числе, Франции, Великобритании, Бразилии, Малайзии, Мексики, Филиппин, с которыми Республика Корея имеет особо тесные, дружественные отношения.

## Инсигнии
Инсигнии ордена состоят из знака на цепи, знака на широкой ленте через плечо, нагрудной звезды. К орденским инсигниям также относится символ ордена — петличная розетка, выполненная в виде центрального элемента знака ордена.